# Didi Senft
Dieter Senft, detto Didi (Reichenwalde, 7 febbraio 1952), è un inventore tedesco.
È più conosciuto come Il diavolo del Tour de France o semplicemente El Diablo, poiché indossando le vesti di un diavolo segue dai primi anni 1990 le principali manifestazioni ciclistiche.

## Biografia
Nel 1993 prese la decisione di seguire la maggior parte delle tappe del Tour de France e del Giro d'Italia, oltreché delle maggiori competizioni internazionali di ciclismo, indossando un costume da diavolo rosso e dipingendo sulle strade un tridente come suo simbolo. Spinto dalla crescente popolarità e dal supporto degli sponsor (soprattutto delle televisioni tedesche), proseguì quest'attività per oltre vent'anni sino al 2012, quando smise i panni del Diablo anche per problemi di salute. Riprese il suo ruolo l'anno successivo. 

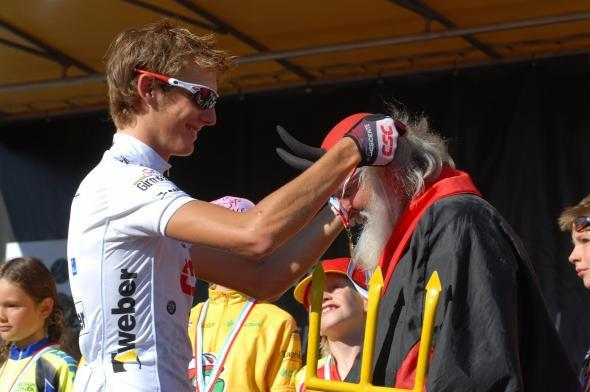
Didi Senft nel 2008 col ciclista Andy Schleck

Tale soprannome non derivava, come si può essere propensi a credere, dal nome del ciclista italiano Claudio Chiappucci (soprannominato anch'egli El Diablo). Un giorno stava guardando una tappa del Tour de France su ZDF e il commentatore disse: «ora i corridori stanno passando sotto al drappo rosso del diavolo»; si trattava del triangolo rosso che segna l'ultimo chilometro di corsa, e Didi Senft pensò: «se c'è il suo drappo, allora ci deve essere anche il diavolo», così iniziò a seguire le corse vestito da diavolo.
Il suo particolare tifo gli ha portato alcuni guai con la legge. Durante il Tour de Suisse 2006, infatti, la polizia svizzera ha costretto Senft a cancellare le scritte lasciate sulla strada e a pagare una multa per evitare di finire incarcerato.
Didi Senft si è anche distinto come inventore in quanto ha realizzato circa cento biciclette, tra cui la più grande del mondo, citata nel Guinness dei Primati, avente dimensioni pari a 7,80 × 3,70 metri. In occasione di Euro 2008 ha viaggiato verso Klagenfurt per assistere al match tra Germania e Croazia sulla sua speciale Football Bike.